# حاملة الطائرات جوزيبي غاريبالدي

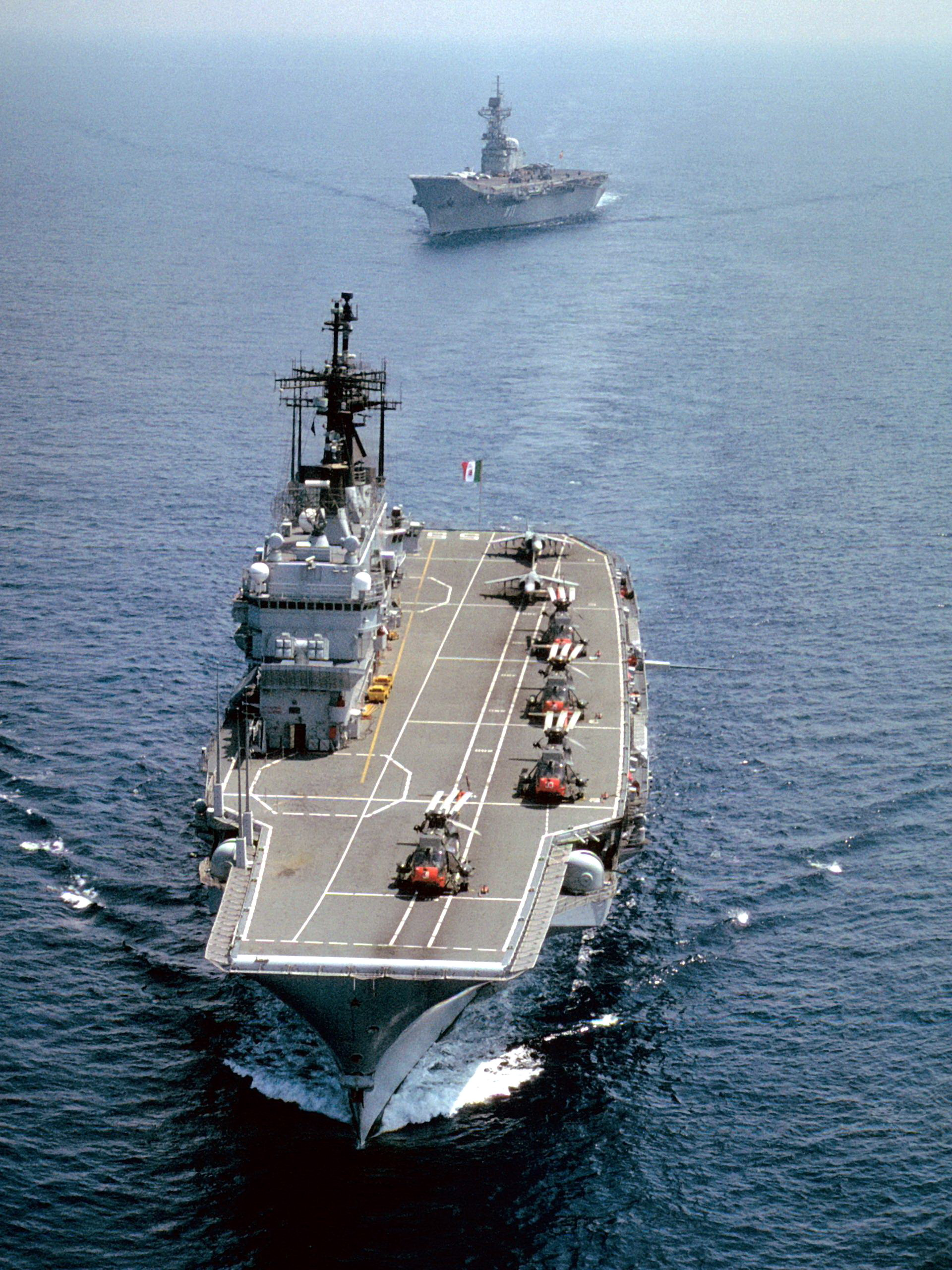
حاملة الطائرات جوزيبي غاريبالدي C551

حاملة الطائرات جوزيبي غاريبالدي C551: أو حاملة الطائرات Giuseppe Garibaldi
هي السفينة الرئيسية في الأسطول الإيطالي. ودخلت الخدمة في عام 1985. وهي تصنف كحاملة للطائرات، مضادة للغواصات، وقادرة على حمل 18 طائرة عمودية، أو سرب من الطائرات المقاتلة ذات الإقلاع الرأسي VSTOL. يمكن الحاملة أن تنفذ مهام قتال الغواصات، وأعمال القيادة والسيطرة لمجموعات العمل الجوية / البحرية المشتركة، وكذلك أعمال المراقبة، ومرافقة القوافل، ونقل القوات الخاصة وأعمال الإمداد للأسطول.
الحاملة مزودة بنظام صواريخ سطح / سطح بعيد المدى من النوع Otomat، قاذفان في المقدمة وقاذفان في المؤخرة. وهي مزودة كذلك بنظام Albatros للصواريخ المضادة للطائرات، الذي يوفر الدفاع المركزي قصير المدى عن الحاملة؛ وهو يتكون من قواذف ثمانية الخلايا، ويستخدم الصاروخ Aspid، ذا التوجيه نصف الإيجابي، ومدى 14 كم. تحمل الحاملة 48 صاروخاً من هذا النوع. الحاملة مسلحة كذلك بثلاثة مدافع مزدوجة، عيار 40 / 70 مم من النوع OTO Breda، بمعدل نيران 300 طلقة / دقيقة، ومدى 4 كم.
يبلغ طول سطح الطيران للحاملة 174 م، وعرضه 30.5 م. وتنحرف آخر 15 م من طول السطح إلى أعلى، بزاوية ميل 4 درجات؛ لتساعد على إقلاع الطائرات. يمكن أن تستوعب الحاملة 18 طائرة من النوع Sea King، أو Sikorsky SH-3D، أو يمكنها استيعاب 16 طائرة من النوع AV-8B، أو خليط من الطائرات العمودية وطائرات الإقلاع العمودي.
تستخدم الحاملة أربعة محركات من النوع LM2500، قدرة كلّ منها 80 ألف حصان.
- 1. بلد المنشأ: إيطاليا.
- 2. الاستخدام: حاملة طائرات. تستخدم في مهمة قتال الغواصات، والقيادة والسيطرة على مجموعات القتال البحرية / الجوية، ومرافقة القوافل، وإبرار القوات الخاصة.

3*. الدول المستخدِمة: إيطاليا.

## المواصفات العامة والفنية

### الأبعاد
- الطول الكلي: 180.2 م.
- الطول فوق خط الماء: 162.8 م.
- طول سطح الإقلاع: 174 م.
- العرض: 30.5 م.
- عرض سطح الإقلاع: 30.5 م.
- الغاطس: 6.7 م.

### الأوزان
- الحمولة الكاملة: 13.800 طن.

### الأداء
- السرعة القصوى: 53 كم / س.
- السرعة الاقتصادية: 36 كم / س.
- مدى العمل: 12600 كم، عند السرعة 36 كم / س.

### القوة المحركة
- المحرك: LM 2500.
- العدد: 4.
- الوقود: بنزين.
- قدرة المحرك: 80 ألف حصان لكلّ محرك.
- عدد المحاور: 2.

### التسليح
- نظام صواريخ سطح / سطح: OTOMAT.
- نظام صواريخ سطح /جو: Albatros.
- الصواريخ سطح / جو: Aspide.
- المدافع: OTO Breda.
- العيار: مزدوج 40 / 70 مم.
- العدد: 3.
- الطوربيد: MK 46 أو A 290.

### المستشعرات
- رادار قيادة النيران لنظام الصواريخ: AESN NA30.
- رادار قيادة النيران للمدافع: NA 21.
- رادار البحث بعيد المدى: MM/SPS-768.
- رادار المراقبة بعيد المدى: AN/SPS-52C.
- رادار تخصيص الأهداف MM/SPS- 702.
- رادار الملاحة: MM/SPN-749.
- رادار التحكم في حركة الطيران: MM/SPN-728.
- نظام السونار الإيجابي: DE 1160 LF.

### الحرب الإلكترونية
- نظام الإعاقة الإلكترونية: SLQ- 732.
- نظام خداع الطوربيدات المعادية: SLQ- 25 Nixie.
- نظام نشر الرقائق المعدنية والمشاعل الحرارية: SCLAR.

### الطائرات
- الطائرات العمودية Sea King: 18.
- الطائرات العمودية Sikorski SH 3D: 18.
- طائرات الإقلاع الرأسي Harrier II AV-8B: 16.

### الطاقم
- طاقم الحاملة: 550 فرداً.
- الطاقم الجوي: 230 فرداً.

## وصلات خارجية
- -موقع GlobalSecurity
- -موقع Naval-Technology